# Ramón Chíes
Ramón Chíes y Gómez de Riofranco (Medina de Pomar, 1846-Madrid, 15 de octubre de 1893), también conocido con el pseudónimo Eduardo de Riofranco, fue un político, periodista y escritor español.

## Biografía
Nacido en 1846 en la localidad burgalesa de Medina de Pomar, estudió Ciencias exactas, Filosofía y Derecho en Santander y Madrid, dedicándose después al periodismo. A los veinte años (1866) era ya redactor de La Discusión, periódico democrático dirigido por Nicolás María Rivero.

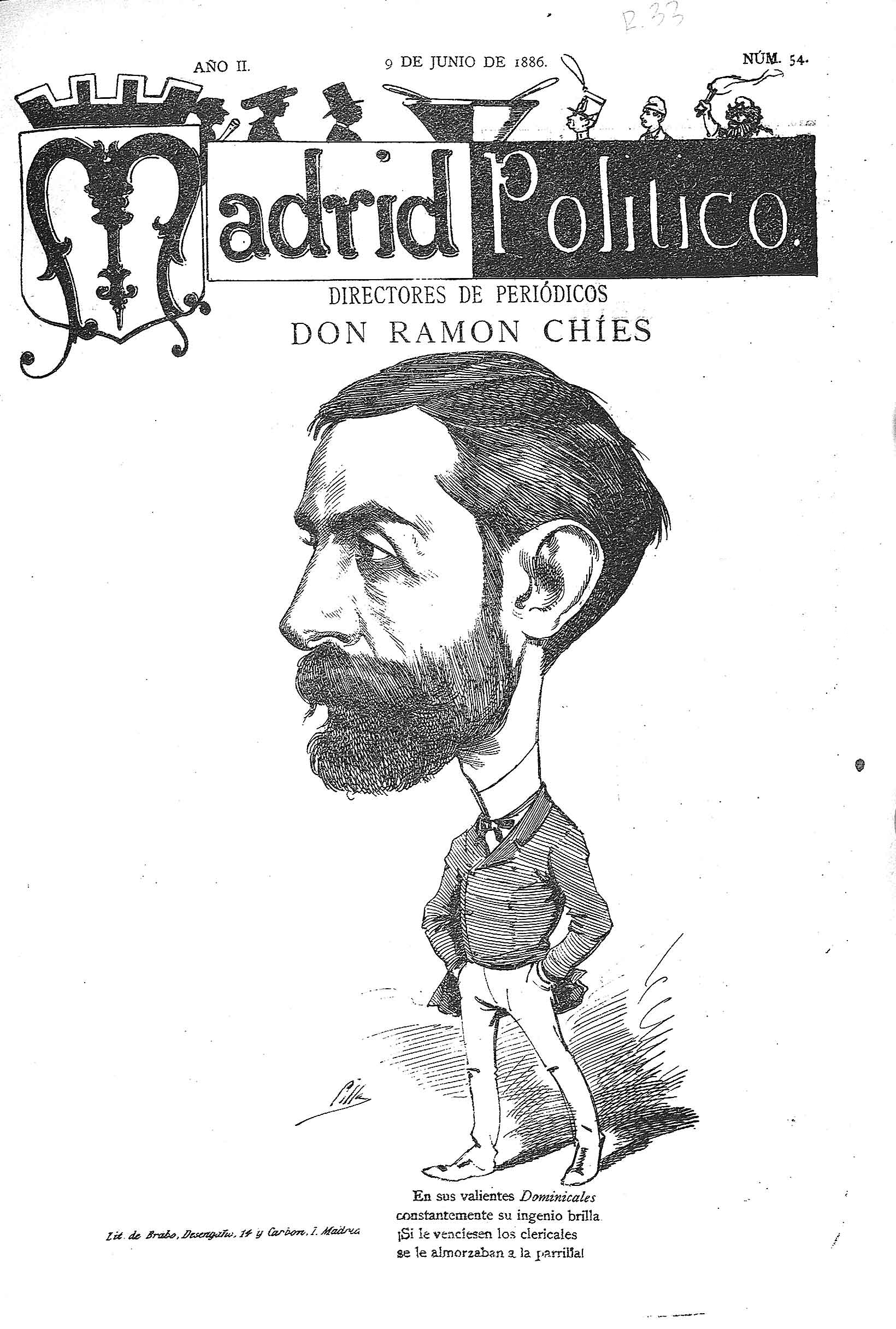
Caricaturizado por Cilla en Madrid Político (9 de junio de 1886)

Al triunfar la revolución del 68 contribuyó grandemente a la formación del Partido Republicano Democrático Federal, y, en 1869, fue secretario de José María Orense. Ocupó en 1873 el gobierno civil de Valencia, que dejó al ocurrir la revolución de los cantonales. Se incorporó a la redacción de El Voto Nacional en 1875 y luego lo dirigió, hasta que en 1882 fundó, en colaboración con Fernando Lozano Montes (Demófilo), en Madrid, el semanario Las Dominicales del Libre Pensamiento (1883-1909) que codirigió con él hasta su muerte en 1893, quedándose entonces solo Lozano en la dirección; en este periódico dio a conocer sus ideas republicanas, anticlericales y ateas; por eso suscitó las iras de los neocatólicos y fue excomulgado decenas de veces, perseguido por blasfemia y condenado a seis meses de prisión; sin embargo, llegó a alcanzar gran popularidad; un año antes de ingresar en El Voto Nacional, en 1881, había presidido en Madrid la célebre reunión republicana del Teatro de la Zarzuela, primera de aquel carácter efectuada desde la Restauración.

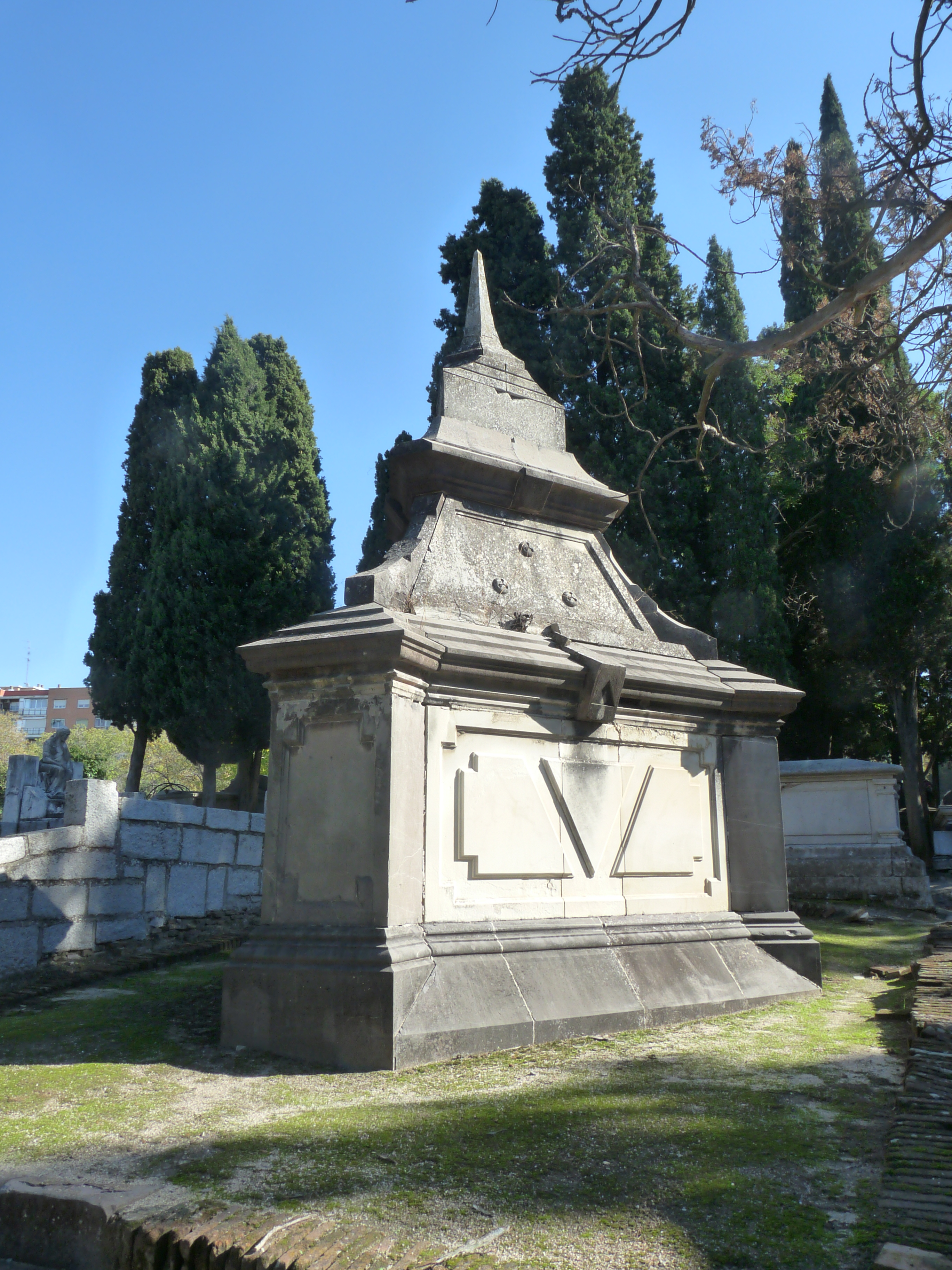
Mausoleo erigido por suscripción popular en homenaje a Chíes, en el cementerio civil de Madrid.

Se hizo notar en numerosos mítines como orador audaz y provocativo, y poco tiempo antes de su muerte fue elegido concejal del Ayuntamiento de Madrid, en donde abogó porque a los obreros se les concediera la jornada de ocho horas. Falleció el 15 de octubre de 1893 en Madrid. A su entierro acudieron miles de personas (ocho mil, según su propio periódico) y en el cementerio civil del Este se le erigió un mausoleo por suscripción popular.

## Obras
- Notas de estudio sobre la Santa Biblia: Antiguo testamento Madrid: Cosmópolis, 1904, 2 vols.